# Fennköltebb jó (Lost)
2005. május 4-én került először adásba az amerikai ABC csatornán a sorozat 21. részeként. Leonard Dick írta, és David Grossman rendezte. Az epizód középpontjában Sayid Jarrah áll.

## Ismertető
|  | Alább a cselekmény részletei következnek! |

### Visszaemlékezések
Sayid-ot elfogják a Heathrow repülőtéren, és bilincsben vezetik el egy szobába. Odabent, Alyssa Cole CIA ügynök, és Robie Hewitt ASIS ügynök várja. Elmondják neki, hogy egy terrorista sejt 150 kg C4-es robbanóanyagot lopott el egy katonai bázisról. A sejt egyik tagja Essam Tasir, aki Sayid szobatársa volt a Kairói Egyetemen. Ha Sayid – kihasználva az Essam-mal való barátságát – elutazik Ausztráliába, és beépül a sejtbe, a CIA tudatja vele, hol van a szerelme, Nadia.
Sydney-ben, Sayid egy mecsetben imádkozik, ahol Essam is tartózkodik. Essam észreveszi őt, és az imádság után odamegy hozzá. Miután üdvözlik egymást, Essam elmondja, hogy már egy éve Ausztráliában él és favágóként keresi a kenyerét. Sayid Essam feleségéről, Zahra-ról kérdezősködik; megtudja, hogy Zahra meghalt, amikor vásárolni volt, és felrobbant egy bomba. Sayid kifejezi részvétét, majd Essam ajánlatára elmegy vele a házába.
Essam házában, Essam bemutatja Sayid-nak két társát, Yusef-et, és Haddad-ot. A beszélgetés közben, Sayid gyanakvóan figyeli a füstjelző készüléket. Elveszi Haddad-tól a cigarettáját, és amikor a készülékhez tartja, nem történik semmi. Sayid darabokra szedi a füstjelzőt, és egy "poloskát" talál benne. Essam elmondja a társainak, hogy Sayid az iraki Republikánus Gárdában szolgált, és sokat tud. Haddad úgy véli, Essam és Sayid nem véletlenül találkozott a mecsetben. Talán ez volt a végzetük.
Sayid és Essam a parkban focizik. Játék közben, Sayid megkérdezi Essam-tól, Haddad szerzett-e már robbanóanyagot a küldetésükhöz. Essam nem tud róla, de szomorúan közli, hogy ő lesz a mártír, aki a bombával együtt felrobban.
Sayid tájékoztatja Cole és Hewitt ügynököket Essam merényletben betöltött szerepéről, és azt akarja, segítsenek neki elszökni. Az ügynökök elutasítják a kérést, mert úgy véli, Essam eltűnése gyanakvást váltana ki a sejt többi tagjában; lefújnák a merényletet, és a robbanóanyag ismét eltűnne. Sayid nem akarja elárulni Essam-ot, de Cole ügynök megfenyegeti, hogy letartóztatják Nadia-t. Sayid csak akkor láthatja viszont szerelmét, ha hagyja felrobbanni a barátját.
Sayid és Essam Sydneyben sétálnak, amikor Essam elmondja, mennyire fél a küldetéstől. Sayid azt mondja neki, a "fennköltebb jóért" kell végigcsinálni, és mert ezáltal bosszút állhat Zahra-ért. Essam végül eltökéli, hogy nem hátrál meg. Azt mondja, Haddad-nak igaza volt – a végzet hozta őket össze.
A küldetés napján, Sayid, Essam, és Haddad elmennek egy raktárépületbe, és beszállnak egy kamionba, amivel a robbanóanyagot fogják elszállítani. Mielőtt Haddad elmegy, felbátorítja Essam-ot és Sayid-ot, és egy pisztolyt ad Essam-nak. Essam beindítja a kamiont, de Sayid leállíttatja vele. Bevallja, hogy a CIA-nek dolgozik, és tíz percet ad neki, hogy eltűnjön. Essam dühössé váli, amiért Sayid elárulta, és fegyvert fog rá. Ám ahelyett, hogy lelőné őt, végül önmagával végez.
Cole ügynök betartja a Sayid-nak tett ígéretét, és elmondja, hogy Nadia a kaliforniai Irvine-ben van. Ad neki egy repülőjegyet is, de Sayid még egy napot maradni akar, hogy tisztes temetést adhasson Essam-nak. Cole ügynök beleegyezik, és átiratja Sayid-ot a másnap induló Oceanic Flight 815-re.

### Valós idejű történések (42. nap)
Sayid és Shannon Boone holtteste mellett üldögélnek. Sayid megkérdezi Shannon-tól, tehet-e érte valamit, majd beszél arról, milyen bátran viselkedett Boone a halála előtt. Nem engedte Jack-nek, hogy rápazarolja az antibiotikumokat, sem azt, hogy levágja a lábát.
Kate a dzsungelben rátalál Jack-re, aki John Locke-ot keresi. Látszik rajta, hogy nincs jól, hisz semennyit sem aludt azóta, hogy vért adott Boone-nak. Ennek ellenére egy percre sem áll meg, mert egészen biztos benne, hogy Locke hazudott Boone balesetével kapcsolatban, és ezért őt hibáztatja a haláláért. Kate-nek végül sikerül rávennie Jack-et a táborba való visszatérésre.
A túlélők összegyűlnek, hogy végső búcsút vegyenek Boone-tól. Jack megkérdezi Shannon-tól, kíván-e szólni pár szót bátyjáért, de ő nem szeretne. A hosszas csöndet Sayid töri meg beszédével. „Nem ismertem jól Boone-t, és ezt sajnálom. A hatodik itt töltött napon egy Joanna nevű nő meghalt. Vízbe fulladt, és Boone volt az első, aki utánaúszott. Nem ismertem őt, de emlékszem a bátorságára, és tudom, hogy hiányozni fog.” – mondja Sayid.
Miután Sayid befejezi a beszédjét, Locke váratlanul megjelenik, a Boone vérével átitatódott pólóban. Vállalja a felelősséget Boone haláláért. Megpróbálja elmagyarázni a balesethez vezető tényezőket. Beszél a kisrepülőről a fák között, a fájó lábáról, a rádióról, és a repülőgép lezuhanásáról. Jack eleget hallott. Rátámad Locke-ra, és miközben ütlegeli, felelősségre vonja Boone halála miatt. Végül, Sawyer és Charlie választják szét őket. Jack a teljes kimerültségben összeesik.
Nem csak Jack az, akinek pihenésre van szüksége. Charlie és Sun Claire-t győzködik róla, hogy aludnia kellene. Claire ellenkezik, mert fél, hogy történik valami a kisbabájával. Charlie biztosítja róla, hogy gondját viseli a kicsinek.
A tengerparton, Shannon szomorúan üldögél, amikor Locke Boone holmijaival megy oda hozzá. Beszélgetni kezdenek Boone bátorságáról, és önfejűségéről. Locke megbocsátást kér Shannon-tól. Később, Shannon odamegy Sayid-hoz, és emlékezteti az ígéretére, miszerint megteszi, amire kéri. Azt akarja, hogy Sayid járjon utána, hogy Locke ölte-e meg Boone-t.
Kate altatót kever Jack levesébe, hogy végre kipihenje magát. Eközben, Sayid odamegy Locke-hoz, aki épp a ruháját mossa, és megkéri, vezesse el a repülőgéphez, hogy elhozza a rádió alkatrészeit a tutajra szánt jeladóhoz.
Charlie mindent elkövet, hogy a kis "Céklafej" (Claire kisbabája) abbahagyja a sírást, de eredménytelenül. Hurley segítségét kéri, aki elénekli az "I Got You (I Feel Good)" című slágert, méghozzá teli torokból. "Céklafejet" azonban ez sem nyugtatja meg.
Sayid számtalan kérdést tesz fel Locke-nak, miközben a repülőhöz tartnak, de nem tudja eldönteni, Locke másodszor is hazudott-e Boone balesetéről. Megérkezve a roncshoz, Locke megkérdezi Sayid-tól, mért nem bízik benne. Sayid azt mondja, például azért, mert senkinek sem szólt arról, hogy van egy pisztolya. Locke odaadja Sayid-nak, és elmondja, hogy az egyik drogcsempész holttestétől vette el. Sayid bizalma továbbra sem növekszik meg John iránt, mire Locke bevallja neki, hogy ő ütötte le, amikor Danielle Rousseau segélykérésének forrását kereste. Sayid fegyvert fog Locke-ra, aki azzal védekezik, hogy a túlélők érdekében cselekedett. Sayid azt akarja, hogy Locke vezesse őt el a "fülkéhez", amit Boone említett a halála előtt. Locke megpróbálja félrevezetni Sayid-ot, és azt mondja, Boone minden bizonnyal a kisrepülőgép pilótafülkéjére gondolt.
Visszatérve a tengerpartra, Sayid elmondja Shannon-nak, hogy beszélt Locke-kal, és biztos benne, hogy Boone balesetben halt meg. Shannon egyáltalán nincs megelégedve Sayid eredményével, és faképnél hagyja őt.
Miután Jack felébred, észreveszi, hogy a fegyverláda kulcsa eltűnt. Locke-ot kezdi el gyanúsítani, de Sayid rá az alibi, hogy valaki más tette.
Sayid, Jack, és Kate odarohan a fegyverládához. Sayid ér oda elsőként, és látja, ahogy Shannon fegyvert fog Locke-ra, mert továbbra is azt hiszi, ő ölte meg Boone-t. Sayid félrelöki őt, épp amikor elsüti a pisztolyt. Szerencsére, a golyó csak súrolja Locke fejét. Shannon dühösen hagyja hátra Sayid-ot.
Claire Sawyer sátrában talál rá Charlie-re és a kisbabájára felébredése után. Charlie rájött, hogy Sawyer hangja megnyugtatja a kicsit. Ezért Sawyer egy autós újságból olvas fel neki.
Sayid sajnálja, hogy megbántotta Shannon-t, de Kate azt mondja, nem volt más választása. „Mindig van választásunk.” – mondja Sayid.
Locke köszönetet mond Sayid-nak, amiért megmentette az életét. Sayid azt mondja, csak azért tette, mert úgy érzi, Locke a legnagyobb esély a túlélésre. Ennek ellenére, továbbra sem felejti el, mit tett, és nem is bízik meg benne. Ismét arra kéri őt, vezesse el a "fülkéhez". Locke értetlenül néz rá Sayid-ra, de Sayid azt mondja, nem akar több hazugságot.
|  | Itt a vége a cselekmény részletezésének! |